# Celle-Lévescault
Celle-Lévescault är en kommun i departementet Vienne i regionen Nouvelle-Aquitaine i västra Frankrike. Kommunen ligger i kantonen Lusignan som tillhör arrondissementet Poitiers. År 2022 hade Celle-Lévescault 1 373 invånare.

## Befolkningsutveckling
Antalet invånare i kommunen Celle-Lévescault
| Referens: INSEE |